# Blakney Creek
Blakney Creek är ett vattendrag i Australien. Det ligger i delstaten New South Wales, i den sydöstra delen av landet, omkring 210 kilometer sydväst om delstatshuvudstaden Sydney.
Trakten runt Blakney Creek består i huvudsak av gräsmarker. Trakten runt Blakney Creek är nära nog obefolkad, med mindre än två invånare per kvadratkilometer. Genomsnittlig årsnederbörd är 925 millimeter. Den regnigaste månaden är februari, med i genomsnitt 174 mm nederbörd, och den torraste är maj, med 40 mm nederbörd.